# Biblia husycka

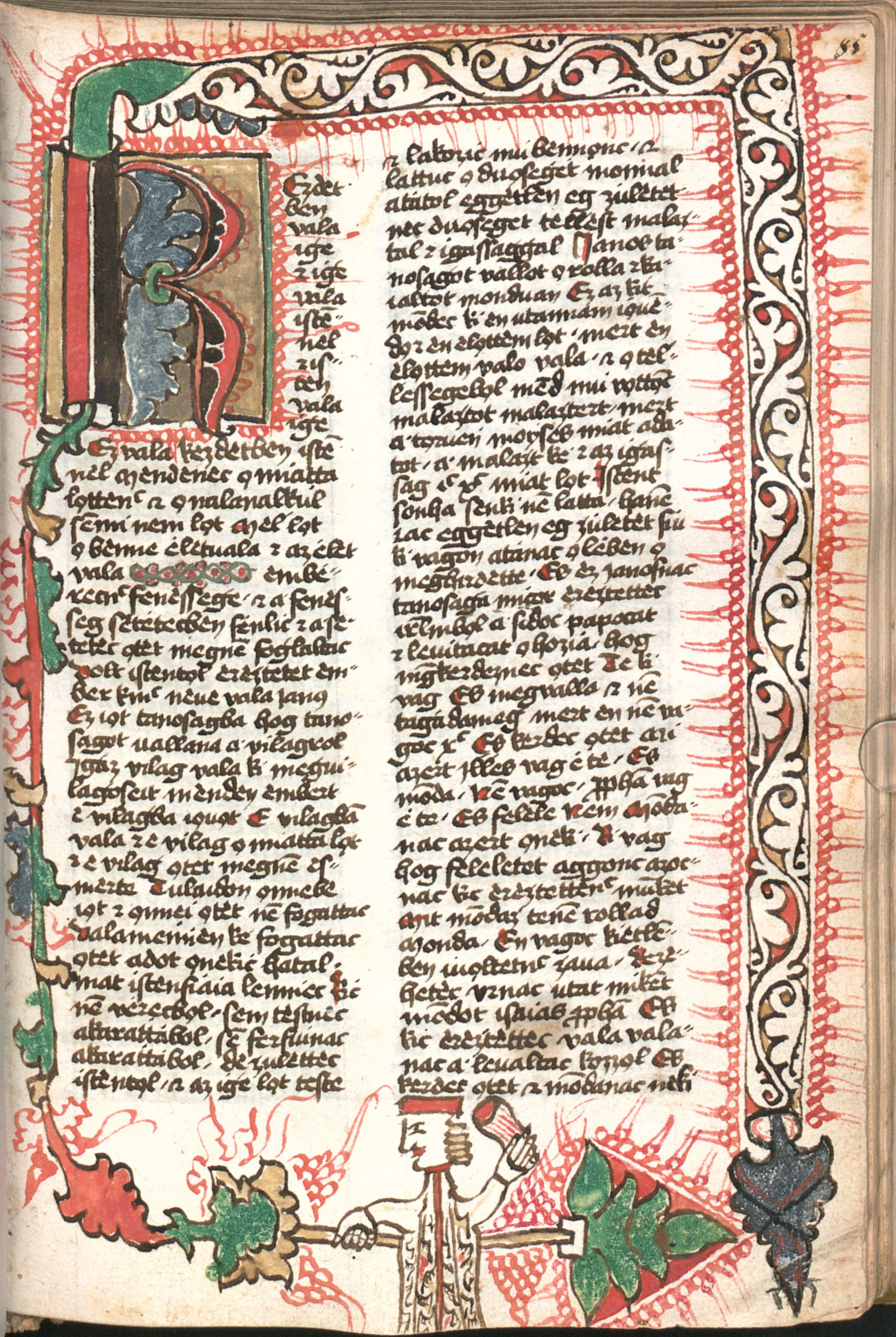
Biblia husycka (Kodeks monachijski 1466)

Biblia husycka (węg. Huszita Biblia) – pierwsze prawie kompletne, niezachowane w całości, rękopiśmienne tłumaczenie Pisma Świętego na język węgierski. Powstało w środowisku husytów w latach 20. i 30. XV wieku wśród mniejszości węgierskiej na terenie obecnej Rumunii.

## Historia
Biblia husycka powstała w czasach przedreformacyjnych. Wiązało się to z przyjęciem i rozprzestrzenianiem w Czechach nauczania Johna Wycliffe’a, które zapoczątkowało ruch religijny Jana Husa. Młodzież studiująca w Pradze przyniosła idee Husa na Węgry. Wśród nich byli Tamás Pécsi i Bálint Újlaki.
Po wypędzeniu z Węgier przez Inkwizycję węgierskojęzyczni husyci osiedlili się w Mołdawii. W tym środowisku w mieście Huși (Hus) w latach 1416–1435 powstało pierwsze prawie kompletne tłumaczenie Pisma Świętego na język węgierski. Dokonanie przekładu na język węgierski przypisuje się dwom kaznodziejom: Tamásowi Pécsi i Bálintowi Újlaki. 

## Rękopisy
Rękopis Biblii husyckiej nie zachował się. Do czasów współczesnych przetrwały trzy częściowe odpisy tłumaczenia:
- Kodeks wiedeński – skopiowany przez trzech kopistów, pochodzi z ok. 1466 roku, zawiera części Starego Testamentu (głównie 12 proroków mniejszych i 3 apokryfy).
- Kodeks monachijski – ukończony w 1466 przez Györgiego Németi w Mołdawii, zawiera cztery Ewangelie z najstarszym węgierskim przekładem modlitwy Ojcze nasz.
- Kodeks Aporów – skopiowany przez trzech kopistów w drugiej połowie XV w., zawiera fragmenty Psalmów, pieśni i hymny oraz Credo Atanazego (należał do rodziny Apor).

## Wpływ
Biblia husycka stanowiła ważny krok na drodze do tworzenia się wspólnego języka węgierskiego i rozwoju węgierskiego języka literackiego.
Pierwszym węgierskim kompletnym drukowanym przekładem Pisma Świętego była niejednorodna Biblia sześciotomowa z lat 1551–1565 przetłumaczona przez zespół tłumaczy kierowany przez Gáspára Heltaiego. Najważniejszym z historycznego punktu widzenia węgierskim przekładem jest Biblia Gáspára Károlya z 1590.